# Sexto Digitio
Sexto Digitio (en latín, Sextus Digitius) fue elegido pretor en el 194 a. C. y le correspondió como provincia la Hispania Citerior, recién terminada la revuelta íbera (197-195 a. C.), sucediendo a Publio Manlio. Poco después de llegar a Hispania se produjo una nueva rebelión, a la que debió enfrentarse Sexto Digitio, perdiendo en los combates hasta la mitad de sus tropas. Al finalizar su mandato en Hispania, en 193 a. C., le sucedió en el cargo Cayo Flaminio.

### Citas
1. ↑  Tito Livio, Ab Urbe condita libri, 34, 43, 6.
2. ↑  Martínez Gázquez, 1992, p. 153.
3. ↑  Tito Livio, Ab Urbe condita libri, 35, 1, 1-4.